# Šota Chabareli
Šota Dmitrievič Chabareli (in georgiano შოთა ხაბარელი?; 26 dicembre 1958) è un ex judoka sovietico, dal 1991 cittadino georgiano.

## Palmarès

### Olimpiadi
- 1 medaglia:
  - 1 oro (Mosca 1980 nei -78 kg)